# Злоказов, Борис Георгиевич
Борис Георгиевич Злоказов — советский хозяйственный, государственный и политический деятель.

## Биография
Родился в 1929 году в Нижних Сергах. Член КПСС.
С 1953 года — на хозяйственной, общественной и политической работе. В 1953—2000 — мастер, заведующий производством, заместитель начальника глиноземного цеха Уральского алюминиевого завода, главный инженер проекта института УралВАМИ, главный инженер, директор Уральского алюминиевого завода, заместитель начальника, начальник ВПО «Союзалюминий», начальник управления внешних связей Минцветмета СССР, первый заместитель начальника отдела внешних связей, директор дирекции по внешней экономической деятельности корпорации «Росцветмет». 
Умер в Москве в 2003 году.